# Provincia de Datem del Marañón

División política del departamento de Loreto

La provincia de Datem del Marañón es una de las ocho que conforman el departamento de Loreto en el nororiente del Perú. Limita por el norte con Ecuador, por el este con las provincias de Loreto y Alto Amazonas, por el sur con el departamento de San Martín y por el oeste con el departamento de Amazonas.
Desde el punto de vista jerárquico de la Iglesia católica, forma parte del vicariato apostólico de Yurimaguas.

## Toponimia
El topónimo se compone de dos vocablos:
- Datem, del awajún datén, 'parra ayahuasca' (banisteriopsis caapi) y, por extensión, ayahuasca, bebida alucinógena que se obtiene de hervir el tallo leñoso de esa planta y que es usada por los pueblos indígenas amazónicos para acceder a «estados elevados de conciencia».[4]
- Marañón, nombre del principal río, afluente del Amazonas, que cruza la provincia.

## Historia
Fue creada mediante Ley n.º 28593, del Congreso de la República, el 2 de agosto de 2005, en el gobierno de Alejandro Toledo.

## Lote 64
Es un yacimiento que está destinado a producir las reservas de petróleo liviano. Actualmente, Petroperú se encuentra realizando el Estudio de Impacto Ambiental (EIA) de Desarrollo del este lote. En julio de 2020, Geopark Perú anunció su salida del proyecto, y Petroperú asumió la posesión total del yacimiento.

## División administrativa
La provincia tiene una extensión de 46 609.90 km² y se divide en 6 distritos:
- Barranca
- Cahuapanas
- Manseriche
- Morona
- Pastaza
- Andoas

## Población
Según el Instituto Nacional de Estadística e Informática (INEI), la provincia de Datem del Marañón tiene una población de 48 482 habitantes de acuerdo con el último censo oficial de 2017, y una proyección de 64 177 habitantes para el año 2023.

### Población Electoral
Según la Oficina Nacional de Procesos Electorales (ONPE), en las últimas elecciones regionales y municipales (2022), la población electoral de la provincia de Datem del Marañón fue de 44 899 electores hábiles.
| N.º                 | Distritos  | Nº de Electores hábiles | Capital                  |
| ------------------- | ---------- | ----------------------- | ------------------------ |
| 1                   | Barranca   | 10.952                  | San Lorenzo              |
| 2                   | Andoas     | 8.055                   | Alianza Cristiana        |
| 3                   | Manceriche | 7.310                   | Saramiriza               |
| 4                   | Pastaza    | 6.618                   | Ullpayacu                |
| 5                   | Morona     | 6.024                   | Puerto Alegría           |
| 6                   | Cahuapana  | 5.940                   | Santa María de Cahuapana |
|                     | TOTAL      | 44.899                  |                          |
| Fuente: (ONPE) 2022 |            |                         |                          |

## Capital
La capital, San Lorenzo, se encuentra situada a 133 m s. n. m.

## Medios de comunicación
En San Lorenzo y en la provincia de Datem del Marañón, diversos medios de comunicación cubren información, deportes, entretenimiento y cultura. Entre ellos destaca Universo San Lorenzo (USL), un medio reconocido y muy interactuado por su labor en la difusión de noticias locales y regionales. A través de su plataforma en Facebook, USL informa a la comunidad sobre acontecimientos de interés, fortaleciendo la identidad y el acceso a la información en la zona.

## Autoridades

### Regionales
- Consejeros regionales
  - 2023-2026[11]

  1. Ribelino Rengifo Rodríguez (Partido Democrático Somos Perú)
  2. Royner Requejo Cabrera (Movimiento Esperanza Región Amazónica)

### Municipales
- 2007-2010
  - Alcalde: Emir Masegkai Jempe
- 2011-2014[12]
  - Alcalde: Wilmer Carrasco Cenepo, Movimiento Independiente Integración Loretana (1000)
- 2015-2018
  - Alcalde: Jorge René Chávez Silvano
- 2019-2022
  - Alcalde: Adelino Rivera Pérez
- 2023-2026
  - Alcalde: Wellinton Marcos Silvano Alvan

### Religiosas
- Vicario apostólico de Yurimaguas: Jesús María Aristín Seco, C. P.[13]